# Марокканская Месета
Марокка́нская Месе́та (араб. الريف المغربي‎, бербер. ⴰⵔⵔⵉⴼ) — общее название высоких равнин и плато на северо-западе Марокко, находящихся между побережьем Атлантического океана на западе и хребтами
Высокий и Средний Атлас на востоке. С севера располагается хребет Эр-Риф. Средняя высота нагорья растёт уступами от побережья к горам в пределах 400—1600 м.
Марокканская Меса сложена осадочными отложениями, которые перекрывают древний фундамент. По плато протекают самые полноводные реки Магриба — Умм-эр-Рбия и Тенсифт.
Климат субтропический, средиземноморский. На севере произрастают жестколистные дубовые леса, на юге находится полупустыня.
Самый крупный город — Мекнес.